# Bruda Sven
Bruda Sven (* 1973 in Stadtallendorf (Hessen) als Sven Dajczak) ist ein deutscher Rap-Musiker. 

## Karriere
Anfang der 1990er Jahre trat Bruda Sven in der Stadtallendorfer Crew Victims of Choice auf und wurde mit ihr einem breiteren Publikum bekannt. 1999 erschien dann sein Solo-Album Patentierte Zungenakrobatik bei dem Label Pelham Power Productions. Im Jahr 2011 erschien mit Guter Reim eine Comeback-Single.

## Veröffentlichungen
Alben
- 1999: Patentierte Zungenakrobatik

Singles
- 1998: Folge dem Stern (Sabrina Setlur feat. Illmat!c & Bruda Sven) – produziert von DJ Sherry a.k.a. SNA
- 1998: Wenn ich reime (Bruda Sven) – produziert von DJ Sherry a.k.a. SNA
- 1998: Bin wieder da (Bruda Sven feat. J-Luv) – produziert von DJ Sherry a.k.a. SNA
- 1999: Ein und Alles (Bruda Sven feat. Xavier Naidoo & J-Luv) – produziert von DJ Sherry a.k.a. SNA
- 1999: Eigentlich gut (Xavier Naidoo feat. Illmatic & Bruda Sven) – produziert von DJ Sherry a.k.a. SNA
- 2011: Guter Reim (Bruda Sven feat. Swaat) – produziert von Flumbeatz
- 2011: Mit 40 Lenzen (prod. by DJ Scrash Bubi, DJ Don Casino & DJ Dust)
- 2012: Gib nach  (beat by Savas, parts: Bruda Sven, video by Flumbeatz)